# Ecossäs
Ecossäs (franska: écossaise eller egentligen contre-dance écossaise) är en skotsk kontradans. 
Den är en gruppdans i 2/4-takt och en variant av engelskan. Ecossäsen var en sällskapsdans på kontinenten under slutet av 1700-talet och fram till slutet av 1830-talet.